# Караваева, Эмма Павловна
Эмма Павловна Караваева — утюжильщица Ленинградского производственного швейного объединения имени М. М. Володарского Министерства лёгкой промышленности РСФСР, Герой Социалистического Труда.

## Биография
Родилась 8 мая 1937 года в Ленинграде в семье рабочего.
Окончив 7 классов, в 1952 г. поступила в школу фабрично-заводского обучения (ФЗО) при швейной фабрике имени М. М. Володарского.
Пройдя курс обучения, стала работать утюжильщицей (термоотделочницей) на этой фабрике, которая в апреле 1964 года была реорганизована в Ленинградское производственное швейное объединение имени М. М. Володарского (затем — Санкт-Петербургская фабрика одежды).
Обслуживала несколько гладильных автоматов. Старалась каждую операцию выполнить в 2 раза быстрее нормы. Вскоре ей присвоили 8-й разряд и доверили межоперационный контроль.
Затем перешла на конвейер, где освоила новый высокопроизводительный швейный поток. Чтобы увеличить количество выпускаемых изделий, предлагала и внедряла в производство рационализаторские предложения.
За высокие производственные показатели по итогам восьмой пятилетки (1966—1970), досрочное выполнение заданий девятой (1971—1975) и десятой (1976—1980) пятилеток награждена орденами «Знак Почёта»(05.04.1971), Ленина (20.02.1974) и Октябрьской Революции (30.04.1980).
Являлась наставником молодежи, помогала молодым работницам осваивать секреты швейного производства. Её скоростные методы изучались в школах передового опыта и школах коммунистического труда.
Несколько раз побеждала на республиканском и всесоюзном конкурсах мастерства. Задание одиннадцатой пятилетки (1981—1985) также выполнила досрочно.
Указом Президиума Верховного Совета СССР от 2 июля 1984 года за достижение выдающихся успехов в повышении производительности труда, досрочное выполнение плановых заданий одиннадцатой пятилетки и принятых социалистических обязательств, большой творческий вклад в производство товаров народного потребления и улучшение их качества присвоено звание Героя Социалистического Труда с вручением ордена Ленина и золотой медали «Серп и Молот».
Избиралась делегатом XXV съезда КПСС (1976), членом Ленинградского обкома КПСС.